# タンゴ型潜水艦
タンゴ型潜水艦（-がたせんすいかん Tango class submarine）は、ソヴィエト/ロシア海軍の通常動力型潜水艦である。タンゴ型はNATOコードネームであり、ソ連海軍の計画名は641B型潜水艦<ソム>（Подводные лодки проекта 641B "Сом"）である。“ソム(Сом)”とはロシア語で“ナマズ”を意味する。

## 開発
本型はフォックストロット型潜水艦の改良型であり、ソ連第3世代潜水艦に分類される通常動力型潜水艦である。
設計はルビーン海洋工学中央設計局で行われ、ゾシマ・アレクサンドロヴィッチ・デリビンが主任設計を担当し、海軍からは二等艦長のV・A・マルシェフとI・A・コツビンがオブサーバーとして参加した。1971年より、ゴーリキー（現・ニジニ・ノヴゴロド）のクラスノエ・ソルモヴォ工場で建造が始まった。

## 設計

641B型潜水艦の艦型図

フォックストロット型潜水艦からの改良点として、航法装置や火器管制装置などの自動化と電子化による操作員の負担減少、寝台数・個室数増加による居住性向上、船体殻絶縁皮膜加工による静粛性向上、蓄電池・通信装置・電子機器の高性能化、魚雷搭載量の増加による攻撃力の強化などが挙げられる。

### 艦体
船殻は6つの隔壁で区切られ、艦首から魚雷発射管室、前部蓄電池室、発令所、後部蓄電池室、機関室、電動機室、乗組員室となっていた。蓄電池室が2ヶ所になったことで、潜航時間はフォックストロット型潜水艦より長くなった。脱出ハッチは第1・3・7区画にあった。艦体の大型化により居住性は大きく向上し、艦長と士官の個別のベッドが乗組員室に設置されたほか、水兵のベッドも全員分が用意された。
静粛化の向上のために駆動系を簡素化したほか、艦体には浮台（ラフト）構造や無反響タイルが本格的に導入され、水中雑音を大幅に軽減した。これらの設計により、タンゴ型潜水艦はソ連で最も静粛性の優れた潜水艦と評価されていた。

### 機関
推進軸は3軸で、水上航行およびシュノーケル航行は2D42Mディーゼルエンジン（1,900馬力）3基で、水中航行にはPG101電動機（1,350馬力）2基と高速航行用のPG102電動機（2,7000馬力）2基、低速航行用のPG104電動機（140馬力）1基で推進した。蓄電池は、60SU蓄電池を112セル4基搭載した。

### 兵装
兵装として、533mm魚雷発射管6門を艦首に集中配置した。冷戦当時の西側諸国では、艦尾にも魚雷発射管4門を有するとされていたが、本型はソ連の通常動力潜水艦として初めて艦尾の魚雷発射管を有しない潜水艦となった。魚雷発射管から発射する兵装は、魚雷を24本または機雷を44個したが、居住性を犠牲にすればさらに魚雷12本または機雷24個を搭載でき、従来の潜水艦より搭載量が20%増加した。

### C4Iシステム
タンゴ型潜水艦は、ソ連海軍の通常動力型潜水艦として初めて、ソナーと戦闘処理装置を結合したC4Iシステムが搭載された。魚雷への目標情報の入力や雷撃手順が自動化されたほか、戦闘時の操艦を補助した。

## 運用
タンゴ型潜水艦は1973年から1982年までに18隻が建造され、6隻が黒海艦隊に、12隻が北方艦隊に配備された。。1974年以降の建造艦は、ユーリ・ニコラエビッチ・コーミリシンによる改良設計が反映された。個別の艦名は無かったが、一部の艦は各地のコムソモールを顕彰して、それに因んだ艦名が与えられた。
ソビエト連邦の崩壊後、タンゴ型潜水艦は1990年代末までに全艦が退役した。大半がスクラップとして解体されたが、一部は博物館に展示されている。B-396のように、車椅子に対応できるよう改装された。
| 艦番号 | 艦名 | 就役           | 配備     | 除籍               | 除籍後 |
| ------ | --- | -------------- | -------- | ------------------ | --- |
| B-443  | | 1973年5月      | 黒海艦隊 | 1995年8月4日       | 2003年にスクラップとして解体                                                                                         |
| B-474  | | 1974年12月31日 | 北方艦隊 | 1995年10月12日     | スクラップとして解体                                                                                                 |
| B-437  | マグニトゴルスキー・コムソモーリッツ                                                                                   | 1975年9月30日  | 北方艦隊 | 2001年11月1日      | 除籍時点でネルパで処分待ち                                                                                           |
| B-498  | | 1975年12月31日 | 黒海艦隊 | 1995年8月4日       | 2003年にスクラップとして解体                                                                                         |
| B-515  | | 1976年4月29日  | 北方艦隊 | 2002年4月10日      | 除籍後、ハンブルクで「U-434」の名称で水上展示（Uボート博物館ハンブルク）。                                           |
| B-519  | | 1976年12月     | 黒海艦隊 | 1995年8月4日       | 改修中の予算不足で除籍。サンクトペテルブルクで石炭積み出し設備に転用。                                               |
| B-290  | | 1977年9月      | 北方艦隊 | 1995年8月4日       | 改修中の予算不足で除籍。クロンシュタットで処分待ち。                                                                 |
| B-303  | | 1977年12月30日 | 北方艦隊 | 1995年8月4日       | 改修中の予算不足で除籍。1999年にスクラップとして解体                                                                 |
| B-146  | コムソモーリッツ・カザフスターナ                                                                                       | 1978年9月30日  | 黒海艦隊 | 1998年1月22日      | スクラップとして解体。                                                                                               |
| B-546  | | 1978年12月     | 北方艦隊 | 1998年4月22日      | 2002年5月にポリャールヌイに回航され、解体。                                                                          |
| B-30   | | 1979年10月     | 黒海艦隊 | 1998年または2001年 | |
| B-215  | | 1979年12月     | 北方艦隊 | 1997年10月4日      | 改修中の予算不足で除籍。ポリャールヌイで解体待ち                                                                     |
| B-396  | ノヴォロシースキー・コムソモーリッツ （1984年 – 1992年）                                                               | 1980年9月      | 北方艦隊 | 1998年1月22日      | 2006年からモスクワ・セヴェルノエツシノ公園のロシア海軍歴史博物館で水上展示。                                         |
| B-307  | | 1979年12月30日 | 北方艦隊 | 2002年             | 2005年からトリヤッチのK・Gサハロフ記念技術史公園で陸揚げ展示。                                                       |
| B-319  | コムソモーリッツ・チュヴァシィ（1988年12月16日 – 1992年2月15日）                                                       | 1981年9月25日  | 北方艦隊 | 1998年1月22日      | 解体後、司令塔のみポリャールヌイで記念碑として保存。                                                                 |
| B-225  | | 1981年12月     | 北方艦隊 | 1998年1月22日      | スクラップとして解体。                                                                                               |
| B-312  | | 1982年7月      | 北方艦隊 | 1998年3月16日      | スクラップとして解体。                                                                                               |
| B-380  | ゴールコフスキー・コムソモーリッツ（1982年12月30日 – 1992年2月15日） スヴァートイ・クニャージ・ゲオルギー（2008年 – ） | 1982年12月30日 | 黒海艦隊 | 2016年             | 2000年から浮きドックに入渠して大規模改修に入ったが、2009年に中断。2019年12月14日に浮きドックごと沈没し、浮揚後解体。 |